# Pawel Nikolajewitsch Miljukow

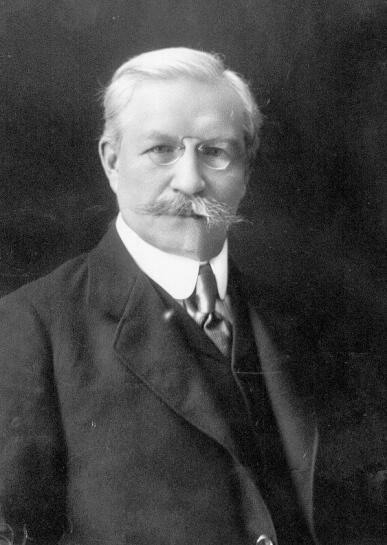
Pawel Nikolajewitsch Miljukow (1917)

Pawel Nikolajewitsch Miljukow (russisch Павел Николаевич Милюков, wiss. Transliteration Pavel Nikolaevič Miljukov; Betonung: Páwel Nikolájewitsch Miljuków; * 15. Januarjul. / 27. Januar 1859greg. in Moskau; † 31. März 1943 in Aix-les-Bains) war ein russischer Historiker und Politiker der Vorrevolutionszeit. Er war Vorsitzender der Partei der Konstitutionellen Demokraten und 1917 für kurze Zeit Minister für Auswärtige Angelegenheiten der Provisorischen Regierung.

## Familie und Ausbildung
Pawel Nikolajewitsch Miljukow wurde am 15. Januar 1859 in Moskau als Sohn des Architekturprofessors Nikolai Pawlowitsch Miljukow geboren.
Er besuchte das 1. Moskauer Gymnasium und studierte dann an der Historisch-philosophischen Fakultät der Moskauer Universität, u. a. bei den berühmten Historikern Wassili Ossipowitsch Kljutschewski und Pawel Gawrilowitsch Winogradow.
Nach dem Tod des Vaters bestritt er den Unterhalt der Familie durch Erteilung von Privatstunden. Wegen Teilnahme an einer Studentenversammlung 1881 wurde er vorübergehend von der Universität ausgeschlossen. 1882 konnte er sein Studium schließlich beenden.

## Tätigkeit als Historiker
Von 1886 bis 1895 lehrte er als Privatdozent an der Fakultät für russische Geschichte der Universität Moskau, unterrichtete gleichzeitig am Gymnasium und gab Hochschulkurse für Töchter der höheren Gesellschaft.
1892 erhielt er für seine Arbeit „Gosudarstwennoje chosjaistwo Rossii w perwoi tschetwerti XVIII weka i reformy Petra Welikogo“ („Die Staatswirtschaft in Russland im ersten Quartal des 18. Jahrhunderts und die Reformen Peters des Großen“) den Grad eines Magisters für russische Geschichte.
Wegen politischer Unzuverlässigkeit musste er seine Lehrtätigkeit 1895 aufgeben und wurde nach Rjasan verbannt. Dort beteiligte er sich aktiv an den Arbeiten der örtlichen Archivkommission. Er veranlasste im Gouvernement Rjasan erstmals systematische archäologische Ausgrabungen und war Deputierter der Archivkommission Rjasan beim 10. Archäologenkongress.
Im Frühjahr 1897 erhielt er eine Einladung an den Lehrstuhl für allgemeine Geschichte in Sofia, wo er ein Jahr lang Vorlesungen über geschichtsphilosophische Systeme, römische Geschichte sowie russische und tschechische Frühgeschichte hielt. Auf Betreiben der russischen Regierung musste er seine Vorlesungen jedoch einstellen.
1898 nahm er an einer vom Russischen Archäologischen Institut in Konstantinopel und der Kaiserlichen Akademie der Wissenschaften ausgestatteten wissenschaftlichen Expedition nach Mazedonien teil, der weitere folgten.
1899 kehrte Miljukow nach Russland zurück. Anfang 1901 wurde er wegen oppositioneller Tätigkeit verhaftet und verbrachte rund vier Monate in Untersuchungshaft. Von der Sonderberatung beim Innenministerium wurde er zu sechs Monaten Gefängnis verurteilt, aber vorzeitig wieder aus der Haft entlassen.
Zwischen 1903 und 1905 lebte Miljukow in den Vereinigten Staaten von Amerika, wo er Vorlesungen an der Universität Chicago und an der Harvard University hielt. 1906 erschien in englischer Sprache sein Buch „Russia and its Crisis“, das auch ins Französische übersetzt wurde.
Miljukows historisches Hauptwerk trägt den Titel „Otscherki po russkoi kulture“ („Skizzen zur russischen Kulturgeschichte“) und umfasst drei Bände.
Sein wichtigstes historiographisches Werk „Glawnyje tetschenija russkoi istoritscheskoi mysli“ („Hauptströmungen des russischen historischen Denkens“) entstand auf der Grundlage seiner Universitätsvorlesungen und bietet einen Überblick über die russische historische Wissenschaft vom 17. Jahrhundert bis ins erste Drittel des 19. Jahrhunderts.

## Politische Tätigkeit
Miljukow wirkte an der Organisation des Befreiungsbundes („Sojus oswoboshdenija“) mit und beteiligte sich an dessen Kongressen im Ausland und in Russland. Außerdem arbeitete er an der oppositionellen Emigrantenzeitschrift „Oswoboshdenije“ („Befreiung“) mit, die im Ausland von Pjotr Berngardowitsch Struwe herausgegeben wurde. Miljukow veröffentlichte dort einige Leitartikel über das politische Leben in Russland und wurde zu einem Ideologen des russischen Liberalismus.
1905 kehrte Miljukow nach Russland zurück und nahm als einer der Organisatoren und Führer des gewerkschaftlichen Verbands der Verbände („Sojus sojusow“) teil, dessen Vorsitzender er von Mai bis August 1905 war. Maßgeblich war er an der Ausarbeitung des Programms und der Gründung der Partei der Konstitutionellen Demokraten im Oktober 1905 beteiligt, die großen Teilen der Intelligenz und adligen Semstwo-Vertretern eine Plattform bot.
Am 7. August 1905 wurde Miljukow erneut verhaftet, aber nach einem Monat ohne Anklage wieder freigelassen. Im Dezember 1905 wurde Miljukow als Redakteur der Zeitungen „Swobodny narod“ („Freies Volk“) und „Narodnaja swoboda“ („Volksfreiheit“) gerichtlich belangt und deshalb nicht zu den Wahlen zur ersten Staatsduma zugelassen.
Auch zu den Wahlen zur zweiten Staatsduma wurde Miljukow nicht zugelassen. Als Vorsitzender des Zentralkomitees der Partei der Konstitutionellen Demokraten seit März 1907 und Leiter der Parteizeitung „Retsch“ („Die Rede“) behielt er jedoch seine führende Position und schaffte später den Einzug in die dritte und vierte Staatsduma, der er zwischen 1907 und 1917 angehörte (Wiederwahl 1912). Er leitete die Fraktion der „Kadetten“ und hielt Reden vor allem zur Außenpolitik.
Von 1913 bis 1914 war Miljukow neben Henry Brailsford, Samuel Train Dutton und Justin Godart ein Mitglied der von der Carnegie-Stiftung für Internationalen Frieden finanzierten internationalen Kommission zur Untersuchung der damaligen Balkankriege, welche auch Südosteuropa besuchte. Der Bericht der Internationalen Kommission zur Untersuchung der Ursachen und des Verhaltens der Balkankriege wurde im Frühjahr 1914 veröffentlicht.
Nach der Kriegserklärung durch Deutschland nahm Miljukow als einer der Organisatoren der russischen nationalen Bewegung eine deutlich nationalkonservative Haltung ein und rief in seinen Artikeln zur vorübergehenden Einstellung des Parteienkampfes auf, um alle Kräfte gegen den äußeren Feind zu sammeln. Er warb für die Bildung eines „Progressiven Blocks“ in der Staatsduma und übernahm dessen Führung. Der jüngere seiner beiden Söhne, den Miljukow zum Dienst in der Armee gedrängt hatte, fiel 1915 beim Rückzug der russischen Armee aus Galizien.
Wegen seines entschiedenen Eintretens für die Erlangung der Kontrolle über die türkischen Meerengen erhielt er den Spitznamen „Dardanellen-Miljukow“. Berühmt ist seine Rede vor der Staatsduma am 1. November 1916, in der er die Regierung heftig kritisiert und mehrfach die rhetorische Frage „Was ist das? Dummheit oder Verrat?“ stellt.
Nach dem Thronverzicht Nikolaus’ II. und der Februarrevolution gehörte er dem Provisorischen Dumakomitee an und setzte sich für den Erhalt der konstitutionellen Monarchie ein, was aber die Mehrheit der Abgeordneten des „Progressiven Blocks“ ablehnte.
In der ersten Provisorischen Regierung hatte er von März bis Mai 1917 das Amt des Ministers für Auswärtige Angelegenheiten inne, das er von Vize-Außenminister Anatoli Anatoljewitsch Neratow übernommen hatte. Friedensforderungen der hungernden Bevölkerung lehnte er entschieden ab. Stattdessen sicherte er den Alliierten in der so genannten Miljukow-Note vom 18. Apriljul. / 1. Mai 1917greg.  die Erfüllung aller Verpflichtungen durch Russland und die Fortsetzung des Krieges zu, um für die internationale Anerkennung Russlands und die Aufrechterhaltung der Garantie der russischen Kontrolle über Konstantinopel und die türkischen Meerengen zu ringen.
Miljukow vertrat noch einmal die traditionellen Ziele des russischen Imperialismus mit Konstantinopel, der Auflösung Österreich-Ungarns, einem weit über die Drau reichenden südslawischen Staat, einem russischen Polen in seinen ethnographischen Grenzen und einem neuen Ostseegouvernement auf dem Boden Ostpreußens.
Als diese Pläne und die damit verbundene Bereitschaft zur Fortsetzung des Krieges bekannt wurden, kam es zu heftigen Ausschreitungen.
Diese gipfelten in der Aprilkrise der Regierung, in deren Folge Fürst Georgi Jewgenjewitsch Lwow und Alexander Fjodorowitsch Kerenski eine neue Koalitionsregierung mit den Sozialisten bildeten. Das ihm angetragene zweitrangige Amt des Ministers für Volksbildung lehnte Miljukow ab und verließ die Regierung, setzte aber seine Tätigkeit als Vorsitzender der Konstitutionellen Demokraten fort.
Die Machtübernahme der Bolschewiki lehnte er entschieden ab und sprach sich für deren militärische Bekämpfung aus. Wegen seiner Unterstützung für den zaristischen Oberbefehlshaber General Lawr Georgijewitsch Kornilow musste er nach dessen Niederlage Petrograd verlassen und sich auf die Krim begeben. Von dort reiste er weiter an den Don, wo er sich der militärischen Freiwilligenorganisation des Generals Michail Wassiljewitsch Alexejew anschloss, der im Wolgagebiet gegen die Bolschewiki kämpfte.
Später reiste er nach Kiew, wo er im Mai 1918 Verhandlungen mit der deutschen Heeresleitung führte, die ihn als potenziellen Verbündeten betrachtete. Da ihn die Mehrheit seiner Parteigenossen nicht unterstützte, legte er das Amt des Vorsitzenden des Zentralkomitees der Konstitutionellen Demokraten nieder. Die Verhandlungen bezeichnete er selbst später als Fehler.

## Exil
Im November 1918 reiste Miljukow nach Westeuropa, um dort um Unterstützung für die Weißen zu werben. Er lebte dort zunächst in England, ab 1920 in Frankreich, wo er Vorsitzender des Bundes russischer Schriftsteller und Journalisten in Paris und des Professorenrates des Französisch-russischen Instituts wurde. Politisch engagierte er sich als einer Führer der Pariser Gruppe der „Partei der Volksfreiheit“ (Es handelt sich hier um die offizielle Bezeichnung der „Konstitutionellen Demokraten“, nicht zu verwechseln mit der 1879 entstandenen Terrororganisation „Volksfreiheit“ („Narodnaja wolja“), die im Deutschen aufgrund der Doppeldeutigkeit der russischen Bezeichnung gelegentlich auch „Volkswille“ genannt wird.)
Da viele seiner Parteikollegen die von ihm entwickelte „neue Taktik“ der Bekämpfung der Bolschewiki von innen und der ausländischen Intervention ablehnten, trat er im Juni 1921 aus der Partei der Konstitutionellen Demokraten aus.
Am 28. März 1922 überlebte er ein Attentat während einer Versammlung politischer Emigranten in der Berliner Philharmonie. Wladimir Dmitrijewitsch Nabokow, der Vater des Schriftstellers Vladimir Nabokov, wurde beim Versuch, den Attentäter zu entwaffnen, tödlich verletzt. Täter waren die zwei monarchistischen rechtsradikalen Exilrussen Sergei Taborizki und Pjotr Schabelski-Bork.
Von April 1921 bis Juni 1940 arbeitete Miljukow als Redakteur der in Paris erscheinenden Zeitung Poslednije nowosti („Neueste Nachrichten“), einer der wichtigsten Publikationen der russischen Emigration.
Außerdem setzte er seine historischen Studien fort und veröffentlichte seine Istorija wtoroi russkoi rewoljuzii („Geschichte der zweiten russischen Revolution“) und die Arbeiten Rossija na perelome („Russland im Umbruch“) sowie Emigrazija na pereputje („Die Emigration am Scheideweg“) und begann seine Memoiren zu schreiben, die allerdings unvollendet blieben.

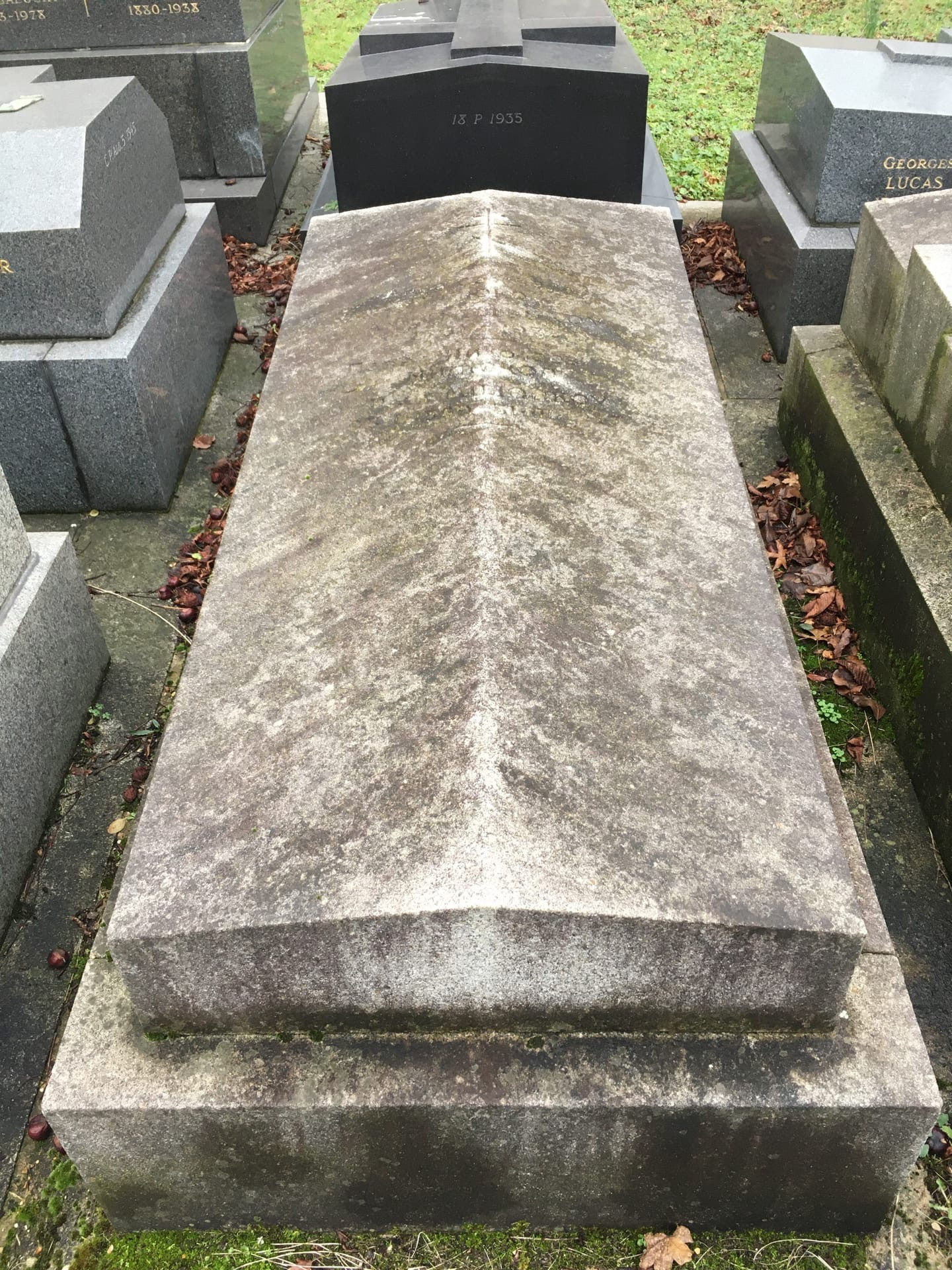
Grab im Cimetière des Batignolles.

Obwohl Monarchist und Antikommunist, befürwortete Miljukow die imperiale Außenpolitik Stalins und den Krieg der UdSSR gegen Finnland. Er vermerkte anlässlich des Winterkrieges er habe Mitleid mit den Finnen, aber sei für die Wiedereroberung des Gouvernements Wyborg. Er lehnte stets jede Annäherungsversuche seitens der deutschen Besatzungsmacht ab.
Miljukow verstarb am 31. März 1943 in Aix-les-Bains. Nach 1945 wurden seine sterblichen Überreste auf dem Pariser Friedhof Les Batignolles überführt, wo sie an der Seite seiner Frau Anna Sergejewna beigesetzt wurden.